# Chilongius palmas
Chilongius palmas là một loài nhện trong họ Gnaphosidae.
Loài này thuộc chi Chilongius. Chilongius palmas được miêu tả năm 2005 bởi Norman I. Platnick, Mohammad U. Shadab & Sorkin.